# Les Monthairons
Monthairons – miejscowość i gmina we Francji, w regionie Grand Est, w departamencie Moza.
Według danych na rok 1990 gminę zamieszkiwało 367 osób, a gęstość zaludnienia wynosiła 30 osób/km² (wśród 2335 gmin Lotaryngii Monthairons plasuje się na 690. miejscu pod względem liczby ludności, natomiast pod względem powierzchni na miejscu 467.).